# 森万紀子
森 万紀子（もり まきこ、1934年12月19日 - 1992年11月17日）は、日本の小説家。本名・松浦栄子。

## 経歴
山形県酒田市にて、開業医の家庭に生まれる。山形県立酒田東高等学校での同級生に岸洋子がいた。
1953年に同校を卒業してからスーパーマーケットなどに勤務。神戸や東京で英語学校に通い、社外校正に従事しつつ書いた「単独者」で1965年に文學界新人賞佳作となり、同作で芥川賞候補となる。同年「距離」、1969年「密約」、1971年「黄色い娼婦」と4回候補になりながらも受賞は叶わなかったが、「内向の世代」における女性作家の代表と見なされる。1980年長篇『雪女』で泉鏡花文学賞受賞。
幻想的な作風で知られるが厭人癖が激しく、埼玉県三郷市のみさと団地に独居中、孤独死しているのを発見された。1992年12月の文芸家協会ニュースの会員訃報によると「11月17日に亡くなられたと、このほどご遺族から連絡があった」。

## 著書
- 『密約』 新潮社 1970
- 『黄色い娼婦』 文藝春秋 1971
- 『緋の道』 文藝春秋 1976
- 『風の吹く町』 集英社 1977.3
- 『雪女』 新潮社 1980.4
- 『運河のある町』 講談社 1985.5
- 『跫音』 福武書店 1988.2
- 『囚われ』 文藝春秋 1989.2
- 『悪運』 近代文藝社 1992.11
- 『吉田知子・森万紀子・吉行理恵・加藤幸子』（女性作家シリーズ）角川書店 1998

## 文献
- 高橋光子『「雪女」伝説 謎の作家・森万紀子』 潮出版社 1995.11